# Théâtre national algérien
Pour les articles homonymes, voir TNA.
Résidence
Le Théâtre national algérien (TNA ; en arabe: المسرح الوطني الجزائري), ou Théâtre national algérien Mahieddine Bachtarzi, est un centre de création éducatif et culturel installé dans l'ancien opéra d'Alger, au 10 rue Hadj Omar.
Le théâtre est le lieu de résidence du Ballet national algérien depuis 1963.

## Histoire

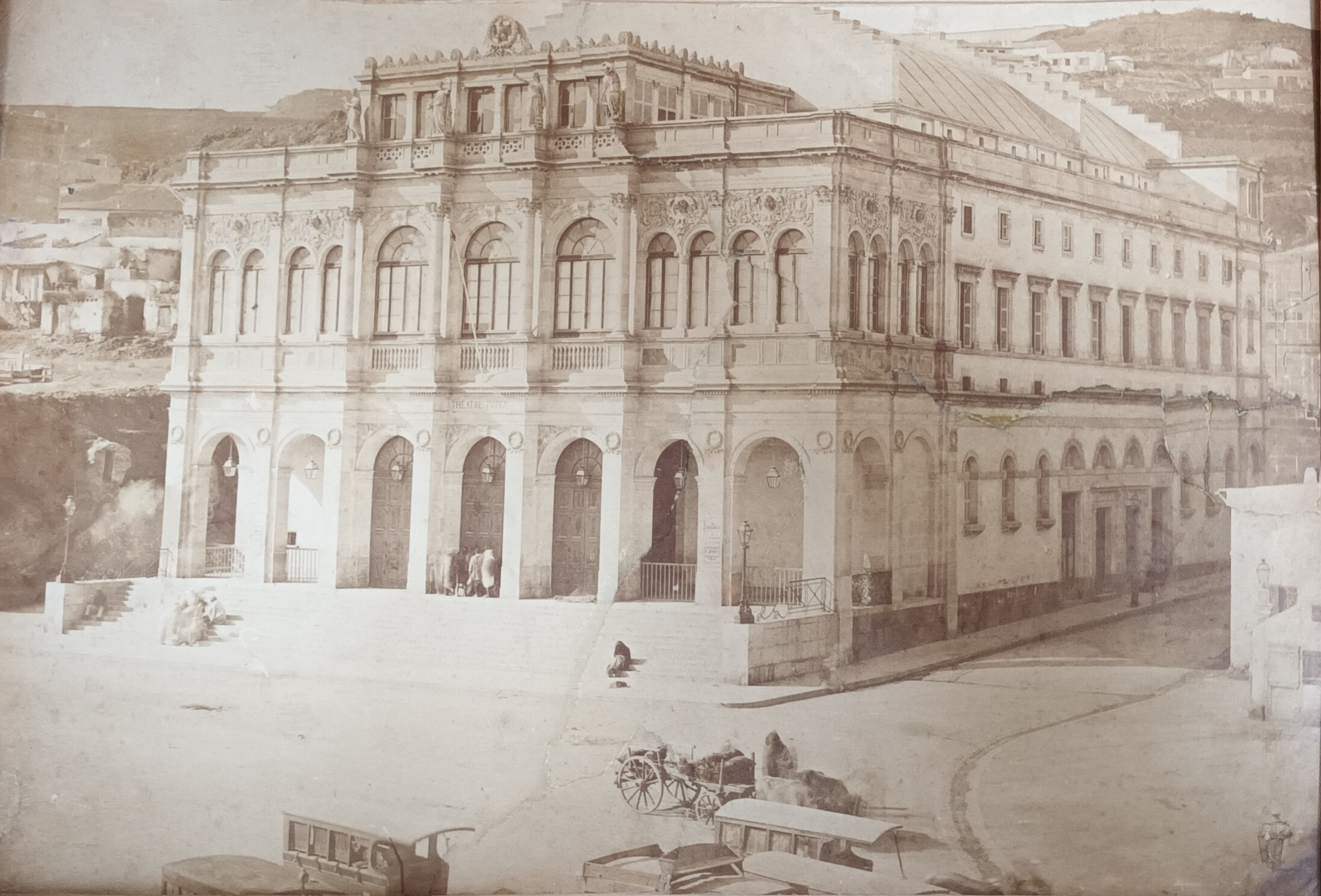
Théâtre impérial d'Alger, photographie de Félix-Jacques Moulin vers 1856-1858

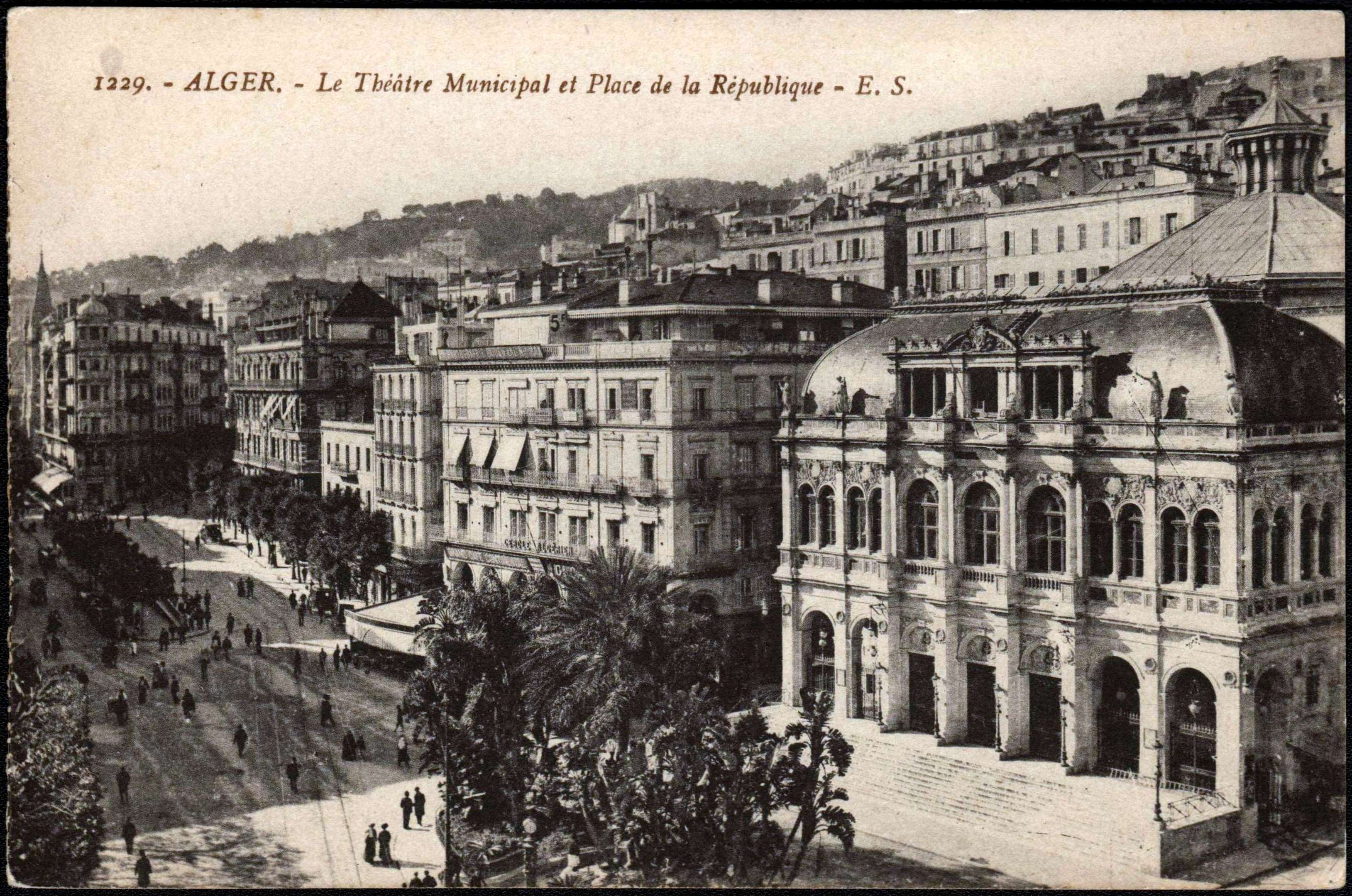
Le théâtre d'Alger en 1910

L'opéra est construit de mai 1850 à septembre 1853 par les architectes Charles Frédéric Chassériau et Justin Ponsard dans un style néo-baroque. Il est inauguré le 29 septembre 1853, en présence du gouverneur général d'Algérie, le Maréchal Jacques Louis Randon, du préfet Charles Lautour-Mézeray et du maire Jean-Baptiste Vincent de Guiroye.
Le théâtre était alors doté d'un orchestre permanent de 38 musiciens et de trois compagnies d'acteurs/chanteurs : une pour l'opéra comique, une pour le divertissement, une pour la comédie/le drame/le vaudeville.
Le 10 mai 1865, l'empereur Napoléon III assista à une représentation de Rigoletto, présentée par une compagnie italienne.
Le 19 mars 1882, un incendie détruit l’opéra mais les murs extérieurs sont épargnés. Il est reconstruit l'année suivante par Oudot, la réouverture intervenant le 1er décembre 1883.
En 1887, le théâtre impérial devient municipal, ce qui entraîne la perte de la subvention annuelle de 30 000 francs du gouvernement français.
Dans les années suivantes, la réfection du théâtre est l'objet d'un concours national en 1936 dont les architectes algérois Raymond Taphoureau et Emmanuel Guermonprez sont les vainqueurs. Les travaux débutés en 1937 se terminent en 1939. Dans les années 1940 et 1950, la quasi-totalité des spectacles provenaient des opéras de Bordeaux, Lyon, Marseille, Strasbourg et Toulon, avec des artistes français.
À partir de l'indépendance, la production s'est tournée massivement vers le théâtre en prose, le théâtre devenant le Théâtre national algérien (TNA) en vertu d'un décret du 8 janvier 1963.
Le festival de la musique panafricaine en 1969 est également l'occasion de nouveaux travaux.
Le théâtre est ensuite rebaptisé Théâtre national algérien Mahieddine Bachtarzi[Quand ?].

## Direction du théâtre
- Pierre Portelli (1944-1945)[6]
- Mohamed Boudia (1963-1965)[7]
- Mustapha Kateb (1963-1972)